# Kremfress (South Park)
A Kremfress (Crème Fraîche) a South Park című amerikai rajzfilmsorozat 209. epizódja (14. évad 14. része). Először 2010. november 17-én sugározták az Egyesült Államokban. Magyarországon 2011. március 15-én vetítették először.

## Cselekmény
Randyt furcsa módon szexuálisan felizgatja a főzés, miután a Food Network tévécsatornán állandóan ezt kezdi el nézni. Miután éjszakánként folyton ezt bámulja, kitalálja, hogy meg is főzi azokat, amiket látott, rengeteg mosatlan edényt hagyva a családjára. Sharon megunja ezt a szenvedélyét, és közli vele, hogy csak azért csinálja ezt az egészet, mert már nem találja vonzónak őt. Aztán Sheila tanácsára vesz egy TV-reklámban látható terméket, a Súlyverőt, ami nem más, mint egy edzéshez használható szerkezet, beépített digitális tanácsadóval. Maga az eszköz és a használata azonban teljesen olyan, mintha egy férfit kézzel kielégítenének: gyakorlatilag csak rázni kell, majd a folyamat végén "hűtővizet" spriccel a felhasználó arcára, aztán ad aprópénzt "taxira", végül pedig elernyed és kikapcsol. Egy alkalommal még arra is ráveszi Sharont, hogy egy újjal nyúljon be a hátsó részén található nyílásba - állítása szerint pulzusmérési céllal. Sharont teljesen elbűvöli, mert olyan bókokat mond neki, amiket hallani akar.
Ezalatt Randy az általános iskola éttermében kezd el dolgozni mint szakács, és teljesen átveszi a néhai Séf bácsi manírjait is. Miután felmondott az előző munkahelyén, a főzésnek akar élni, ám az itteni ételek túl bonyolultak és rendkívül sok mosatlannal járnak együtt, nem igazán a menzás étkezésre vannak tervezve. Ezután arra kényszeríti Stant, Kyle-t, Cartmant és Kennyt, hogy filmezzék őt úgy, mintha ez a saját főzőműsora lenne. Cartman megpróbál úgy öltözni, mint Gordon Ramsay, hogy ezzel rettentse el őt, de a terve meghiúsul, amikor váratlanul megérkezik Jamie Oliver és Bobby Flay, és az összes többi celebszakács, és egy igazi valóságshow indul a menzán. Elindul a Pokol Konyhája Vagy Szakácsa Halának Tortáján A Menzaverseny Végső Vacsoracsatája című műsor.
Közben Sharont egy re jobban kezdi idegesíteni a Súlyverő, miután más emberek előtt és az éjszaka közepén is rá akarja venni egy kis edzésre. Még egy hotelbe is elutazik vele, ahol aztán egyszercsak rajtakapja, hogy a szobalány edz vele. A Súlyverő erre csak annyit közöl, hogy Sharon már nem akart vele edzeni, ezért a változás. Sharon dühösen vissza akarja küldeni a forgalmazó cégnek.
A menzán elszabadulnak az indulatok, miután a diákoknak 12 órát kell várniuk az ételre a szakácsok versengése miatt. Randynek végül haza kell mennie, miután nem találja a crème fraîche-t, a legfontosabb hozzávalót. Sharon közben ugyanúgy hazatér, és közli Randyvel, hogy szeretné helyrehozni valahogy a dolgukat. Randy erre azt mondja, hogy az lehetetlen, mert most mindenki őt figyeli, napok óta nem aludt, és "munkamódban" van. Sharonnak erre támad egy ötlete, és a Súlyverőtől tapasztaltak szerint "jó kis régimódi" módon kézzel kielégíti Randyt, aki ezután mély álomba zuhan. Ezután Randy elveszíti az érdeklődését a főzés után és elhatározza, hogy visszaszerzi a munkáját. Sharon megköszöni a Súlyverőnek azt, amit tett, felfedezve, hogy sosem sporteszköz volt, hanem a házasságok megmentésére szolgáló eszköz.

## Érdekességek
- Az epizód főként a Food Network csatorna műsorát figurázza ki, illetve annak műsorvezetőit.
- A Súlyverő egy valóban létező termék, amit ebben a részben mint a kézzel való kielégítésre szolgáló eszközt mutatnak be.
- Jamie Oliver többször is sírva fakad az epizódban, ezzel arra utalnak, hogy korábban több tévéműsora is volt, amelyben gyerekmenzák egészségessé tételén ügyködött.
- Randy főzőműsorának főcímdala Eduard Khil "Trololo" című dalának paródiája.
- A jelenet, ahol Sharon és a Súlyverő először láthatóak a tengerparton, egy régi Corona sörreklám paródiája.
- Terrance és Philip egy biztosítóreklám paródiájában térnek vissza egy rövid jelenetben.

## Forráshivatkozások
1. ↑  News - South Park Studios. web.archive.org, 2010. november 18. [2010. november 18-i dátummal az eredetiből archiválva]. (Hozzáférés: 2022. július 19.)